# Love to Love You Baby (singolo)
Love to Love You Baby è un singolo della cantautrice statunitense Donna Summer pubblicato il 26 novembre 1975 dall'etichetta Casablanca Records, primo estratto dall'omonimo album.

## Descrizione
Love to Love You Baby fu scritta da Donna Summer e Pete Bellotte, il quale si occupò anche delle registrazioni in studio insieme a Giorgio Moroder. Il tutto avvenne nel mese di giugno 1975 a Monaco di Baviera, Germania Ovest. 
Nel giro di una notte Moroder aveva già pronta la musica e Bellotte il testo, ma quando Donna entrò in studio si rifiutò di incidere una canzone che conteneva orgasmi simulati. I due collaboratori cercarono di convincerla e infine scesero a un compromesso: la Summer registrò la traccia solo come provino da proporre ad altre case discografiche.
Nella prima fase il pezzo si intitolava solo Love to Love You e durava intorno ai 3 minuti, ma una copia del disco finì sulla scrivania di Neil Bogart, l'allora direttore della Casablanca Records, il quale, dopo averla ascoltata, volle che fosse estesa a più di 10 minuti. L'idea di una canzone lunga circa 17 minuti addirittura spaventò la Summer, ma il produttore Moroder disse di volere che fosse ancora più sexy e sensuale, sul modello della canzone di fama parigina Je t'aime... moi non plus.

## Successo commerciale
Nel gennaio del 1976 il singolo ottenne un grande successo arrivando ai primi posti di molte classifiche.
Raggiunse la 2ª posizione in quella degli Stati Uniti il 14 febbraio 1976, la 6ª in Italia e la 1ª nel Regno Unito, in Canada e in Francia.

## Cover
Love to Love You Baby fu riproposta nel 1976 da Guitars e Gianni Bobbio nel 45 giri Love to love you baby/Sailing su etichetta Music Box.

## Tracce
1. Love to Love You Baby – 3:46 (Pete Bellotte - Giorgio Moroder - Donna Summer)
2. Need-a-Man Blues – 4:30 (Pete Bellotte - Giorgio Moroder)

## Classifiche
| Classifica (1975-1976) | Posizione massima |
| ---------------------- | ----------------- |
| Australia              | 4                 |
| Austria                | 8                 |
| Canada                 | 1                 |
| Francia                | 1                 |
| Germania               | 4                 |
| Italia                 | 6                 |
| Irlanda                | 3                 |
| Norvegia               | 2                 |
| Nuova Zelanda          | 5                 |
| Regno Unito            | 1                 |
| Svezia                 | 5                 |
| Svizzera               | 3                 |
| Stati Uniti            | 2                 |
| Stati Uniti (dance)    | 1                 |